# Ive Čaće
Ive Čaće, je rođen, 26. travnja. 1903. godine u Vodicama, pokopan u Zagrebu,  23. studenog 1947. godine,  pučki je književnik i slikar. 

## Životopis
Najmlađe je dijete u obitelji oca Bartola i majke Margarithe. Po završetku osnovne škole i zanata drvodjelskog u Vodicama dolazi u sukob s vlastima talijanskim. Zbog sukoba napušta grad, vraća se 1922 u Vodice i povezuje se s radničkim pokretom. U to vrijeme objavljuje svoje prve crteže, pjesme i prozu u listovima Glas omladine, Hrvatsko selo i Književni glas. Surađuje a pučkim slikarima i književnicima, pripadnicima Hlebinske slikarske škole, Franjom Mrazom, Mihovilom Pavlekom Miškinom, Mirkom Viriusom i inima. Sudjeluje s njima u izdavanju Zbornika hrvatskih seljaka 1936. i 1938. u Zagrebu te na nizu samostalnih izložbi.  Aktivnim članom KPJ-a postaje 1925. Ponovno, na samomu početku Drugoga svjetskoga rata dolazi u sukob s talijanskim fašistima i njihovim vlastima te je uhićen i zatvoren u Šibeniku. Prevezen je u Italiju, u sabirni logor Corropoli u pokrajini Teramo, gdje ostaje osam mjeseci, ali zbog zatvaranja logora prebačen je u logore St. Angelo, Millazzo i Lipare. Iako i u tako teškim uvjetima ne prestaje s pisanjem. Po kapitulaciji Italije 1943. godine vraća se u domovinu. Unovačen je po povratku u NOVJ, u postrojbu sjeverno-dalmatinske divizije u Šibeniku. Odmah postaje članom kulturno-umjetničkog odjela ZAVNOH-a.  U listopadu 1944. izlazi politički tekst pod nazivom  „Što hoće oni“, objavljen u izdanju „Naprijeda“ u Zagrebu. Vraća se iz Topuskog u Šibenik, piše pjesme, aforizme i novele, potonje isključivo na zavičajnom narječju. Po završetku Drugoga svjetskoga rata, postaje ravnopravnim članom Društva književnika Hrvatske, te referent u Ministarstvu prosvjete u Narodnoj vladi Hrvatske.  Umire u Zagrebu u 44. godini života, 23. studenog 1947. godinae.